# Fluierar cu picioare verzi

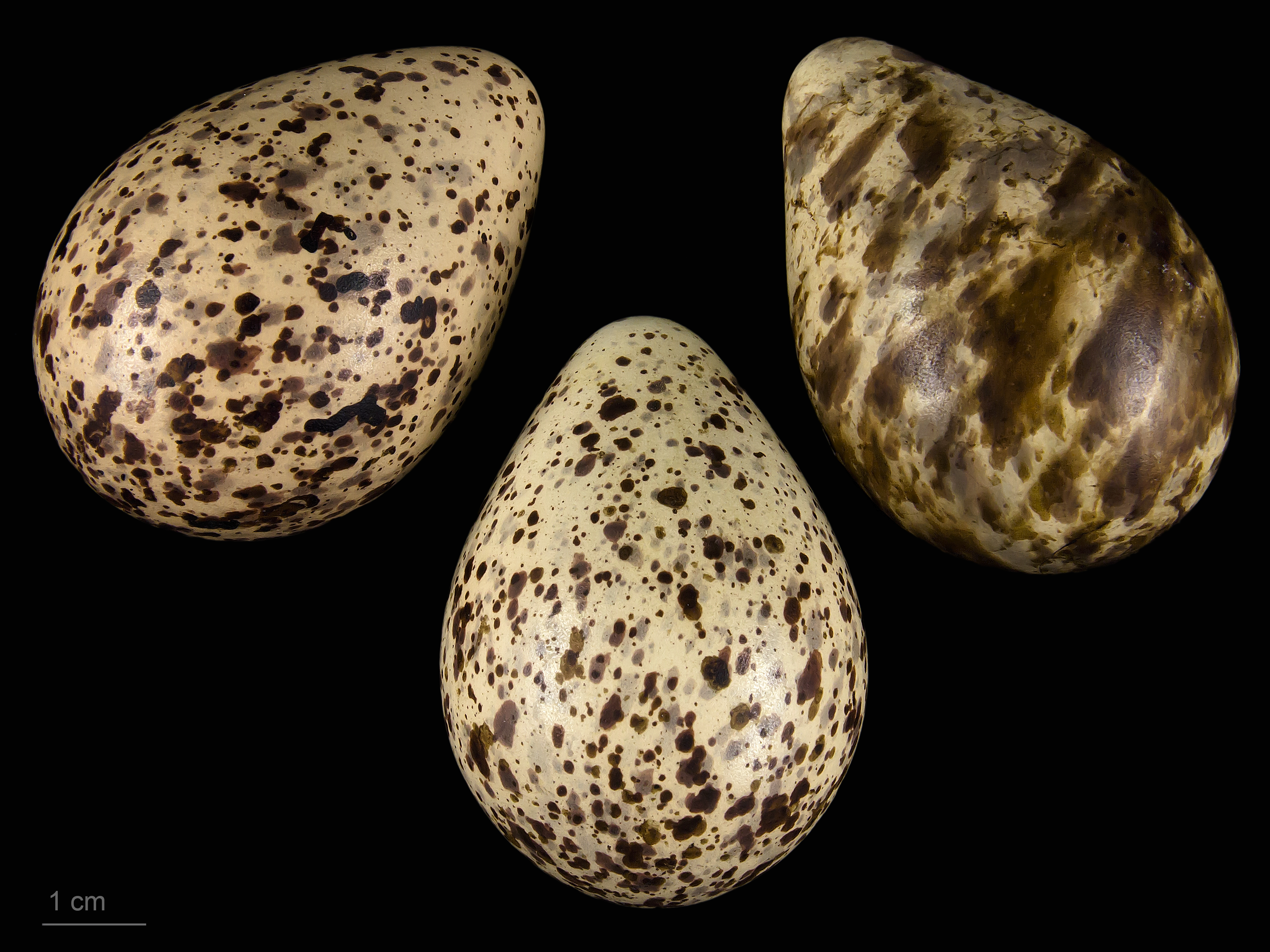
Tringa nebularia - MHNT

Fluierarul cu picioare verzi sau fluierarul picior verde (Tringa nebularia) este o pasăre migratoare limicolă din familia scolopacidelor (Scolopacidae), ordinul caradriiformelor (Charadriiformes) care cuibărește în nordul Europei (nordul Scoției, Scandinavia și Rusia) și Asiei (din Asia centrală până în estul Siberiei și Kamchatka). Iernează în zonele mediterane din vestul Europei, Africa (în afara Saharei), Orientul Mijlociu, sudul Asiei, Indonezia și Australia. Populațiile asiatice iernează în sudul Asiei, regiunea indo-malaieză și Australia. Se hrănește în principal cu nevertebrate acvatice mici (insecte, crustacee, moluște, viermi), dar și cu pești mici și batracieni mici. Are o talie de 30 cm, penajul pe spate este cafeniu deschis, aripile negricioase, rădăcina cozii albă și abdomenul alb. Are picioarele verzi. Ciocul are un vârf ușor înălțat.
În România este o pasăre de pasaj rară, fiind întâlnită mai ales prin Delta Dunării și la țărmul dobrogean.